# Me and My Friends
«Me and My Friends» — песня американской рок-группы Red Hot Chili Peppers, третий трек из альбома The Uplift Mofo Party Plan. Хотя песня не была выпущена на физических носителях, она получила ротацию на радио. Текст песни — ода дружбе; Энтони Кидис поёт о своих друзьях, в особенности о гитаристе Хиллеле Словаке. Группа исполняет «Me and My Friends» в течение всей своей карьеры; она — одна из наиболее долгоиграющих песен Chili Peppers, записанных в период до выпуска альбома Blood Sugar Sex Magik.
Начиная с 1986 года, группа исполняет эту песню в ходе каждого гастрольного тура, что делает её шестой по популярности песней Chili Peppers, после: «Give It Away», «Under the Bridge», «Scar Tissue», «Right On Time» и «By the Way». Это самая старая песня Chili Peppers, которую музыканты регулярно исполняют на своих концертах.
Для песни не был снят видеоклип.